# Renatas Norkus
Renatas Norkus (ur. 7 sierpnia 1967 w Płungianach) – litewski prawnik i dyplomata, sekretarz Ministerstwa Obrony (2004–2008), Stały Przedstawiciel Litwy przy Organizacjach Międzynarodowych w Wiedniu (2008–2012).

## Życiorys
Po ukończeniu w 1992 studiów prawniczych na Uniwersytecie Wileńskim podjął pracę w Ministerstwie Spraw Zagranicznych Litwy. Pełnił funkcje: III sekretarza w Wydziale Europy Środkowo-Wschodniej i II sekretarza w Wydziale Bezpieczeństwa i Współpracy w Europie. Od 1993 do 1994 studiował w Instytucie Studiów Międzynarodowych w Genewie. Jednocześnie prowadził zajęcia w Instytucie Spraw Międzynarodowych w Rzymie.
W latach 1994–1997 kierował Departamentem Planowania Politycznego w Ministerstwie Obrony. Następnie powrócił do MSZ, gdzie kierował Wydziałem Krajów Ameryki w Departamencie Politycznym. Od 1999 był zastępcą szefa misji w Stałym Przedstawicielstwie Litwy przy NATO w Brukseli. W 2001 objął funkcję zastępcy ambasadora w Ambasadzie Republiki Litewskiej w Waszyngtonie. W 2004 powrócił do kraju, gdzie objął funkcję wicedyrektora Departamentu Polityki Bezpieczeństwa MSZ.
W latach 2004–2008 pełnił funkcję sekretarza w Ministerstwie Obrony odpowiedzialnego za politykę obronną i sprawy międzynarodowe. W 2008 otrzymał nominację na stanowisko Ambasadora Republiki Litewskiej przy Organizacji Bezpieczeństwa i Współpracy w Europie oraz innych organizacjach międzynarodowych w Wiedniu.
4 stycznia 2012 otrzymał nominację na stanowisko Ambasadora Republiki Litewskiej w Federacji Rosyjskiej. Od stycznia 2014 jest również ambasadorem Litwy w Uzbekistanie.
Jest żonaty. Oprócz języka litewskiego zna także angielski i rosyjski.